# Cobitis strumicae
Cobitis strumicae é uma espécie de peixe actinopterígeo da família Cobitidae.
Pode ser encontrada nos seguintes países: Bulgária e Grécia.